# 吉良淑乃
吉良 淑乃（きら よしの、1989年11月16日 - ）は、大分県津久見市出身のミュージカル女優。劇団四季所属。

## 略歴
幼少期から児童合唱団に所属。
2010年、劇団四季研究所に入所。同年『赤毛のアン』のジョシーパイ役でデビュー。
| スタブアイコン | サブスタブ | この項目は、まだ閲覧者の調べものの参照としては役立たない、俳優（男優・女優）に関連した書きかけの項目です。この項目を加筆・訂正などしてくださる協力者を求めています（P:映画/PJ芸能人）。 |